# Toponimia comunei Racovița
Acest articol dezvoltă o secțiune Toponimia comunei Racovița a articolului principal, comuna Racovița, Sibiu.
Toponimia comunei  Racovița înregistrează peste 600 toponime inventariate pe hotarul satului, 240 dintre acestea fiind incluse deja într-o lucrare apărută încă din anul 1987 la Iași. Se impune precizarea că toate acestea aparțin „Toponimiei majore” , lor adăugându-li-se încă aproape 100 depistate în conscripțiile satului întocmite în anii 1765 – 1766 cu prilejul includerii satului în granița militară. Majoritatea dintre acestea, astăzi, nu mai sunt „vii” în memoria locuitorilor, explicația stând în aceea că în anii respectivi, racovicenii care nu au vrut să se înscrie ca grăniceri au fost siliți de către autoritățile militare să părăsească satul, în locul lor fiind „colonizați” foști iobagi din alte zone ale Transilvaniei. Este și firesc că noii veniți nu aveau de unde să cunoască toponimia localității și astfel, rând pe rând în decursul anilor, au fost obligați să „boteze” locurile din hotar cu nume „noi” , care s-au păstrat în majoritatea lor până în zilele noastre.

## Toponimia majoră
Toponimia majoră este de sorginte latină, trădând din acest punct de vedere originea racovicenilor. Toponimele sunt legate de:
- Diminutive, care scot în evidență frumusețea limbii localnicilor: "Câmpușor", "În Costiș", "Fântânița lu' Breteșan", "La Grădinuță", "În Mestecăniș", "Olteț", "Părău' Drumușorului", "Părău' Pârlituriții", "Plăieț", "Podișor", "Portișoară", "Calea Rariștilor", "La țigănușu", etc.
- Bogata floră și faună din hotarul satului: "În Brazi", "În Coprine", "Poiana cu Bozii", "Hula Afunișului", "La Merii lu' Ducă", "La Sogi", "Părău' Bârnelor", "Părău' cu Țâtronu", "Dealu' Cucului", "Părău' Ursului", "Chiscul cu Vulturu'", "Sorlița", etc.

În brazi, fotografie făcută "Din Deal"

- Numele unor foști locuitori ai satului care erau proprietari ai terenurilor respective sau au fost implicați în diverse evenimente ce au rămas în memoria satului:
  - Ogrăzile din "Valea Lupului", de "Su' Braniște" și din "Racovicioară": "Ograda lu' Achim", "Ograda lu' Bălan", "Ograda lu' Candit", "Ograda lu' Diac", "Ograda lu' Fogoroș", "Ograda lu' Gherasim", "Ograda lu' Laia Floarii", "Ograda lu' Mărtinean", "Ograda lu' Niculiță", "Ograda lu' Ștefanu Stoicî", "Ograda lu' Șuteu", etc.
  - Părăurile din  hotar: "Părău' Cîndii", "Părău' Dobrii", "Părău' Ionesi", "Părău' Lomului", "Părău' lu' Bucur", "Părău' lu' Florin", "Părău' lu' Ilie Balea", "Părău' Suciului", "Părău' Uceanului" etc.
  - Alte locuri: "Arinii lu' Ilie Călin", "Bolovanu' lu' Lupea", "Bordeiu lu' Matei", "Clejia Popii", "Crucea Colunului", "Dealu' Aldii", "Fața Bobăgeștilor", "Gaora lu' Tărâță", "Groapa lu' Iojă", "Groapa Călugărului", "La Dăianu", "La Țîgana", "Chiscu' lu' Mihai Trif", "Poiana lu' Hitoc", "Prundu' lu' Ferchi", "Râpa Bii", "Valea lu' Deș" și "Valea lu' Laț".

Unele toponime au origini obscure sau au la bază apelative care nu mai sunt vii în graiul localnicilor, cum ar fi: "Botoroaga", "Butinei", "Cordina", "La Căldare", "În Scaone", "Sturi", "În Tărcauă" precum și "toponime istorice" ca: "Areltoi", "La Curmătura", "Dutina Clati", "La Grundar", "Gruiu Puțului", "La Teacă", "Părău' Călțunului", "Lazu Coti", "Părău' Hurdughelii", "Chiscu Ciorii", "La Roghina cu Fagu'", "Vârtoapa Hurdughelii", "Vâlceaua Finii", "La Zăvoi" și "Siliște".

## Toponimia minoră
- "Hudița lu' Anghelea". Ulicioară de mică întindere care face legătura dintre "Hudița lu Crișănuț" și "Vale-n Jos", care și-a luat numele de la porumbăceanul Ioan Anghelea, stabilit aici prin căsătorie în 1926.
- "Hudița lu' Bălan". Sub această denumire Cartea Funduară a localității consemna în 1874 străduța care face astăzi legătura dintre "Hudiță" și "Hudița Bisericii". La anul respectiv, pe aceasta erau două gospodării(nr. 247 si 248) aparținând unor familii cu acest nume. De pe aceste curți au "roit" mai apoi toți Bălanii care astăzi au împânzit mai tot satul. În anul 1900 ea era cunoscută și sub numele de "Strada lu' Băluță". Despre acest localnic al cărui nume a rămas și în toponimia majoră, tradiția orală a consemnat faptul că era un falsificator de bani pe care-i ascundea prin scorburile merilor pădureți de pe "Su' Braniște".

- "Hudița lu' Crișănuț". Face legătura dintre "Ulița a Mare" și "Vale-n Jos". Bine populată astăzi cu case noi și frumoase, ea poartă numele unui fost racovicean, mic de statură, din neamul Crișanilor care a locuit aici.
- "În Bălți". Cartier situat în partea de nord-est a localității, amplasat pe un teren mlăștinos, proverbial altă dată prin noroaiele sale. În cea de a doua jumătate a secolului al XX-lea, aici s-au construit numeroase case noi.
- "Hudița Piștii". Menționată sub acest nume încă din 1874, pe la începutul secolului al XX-lea, ea era atât de îngustă încât nu putea fi parcursă decât cu piciorul și deci fără construcții. Astăzi constituie principala arteră de legatură dintre "Vale-n Sus" și cartierul "În Bălți", aici fiind și "Adunarea"(Casa de rugăciune) a credincioșilor baptiști.

Deoarece Pișta(local "Piștea") este forma hipocoristică a numelui de familie maghiar Iștvan, este posibil ca ulița respectivă să-și tragă numele de la vreun maghiar pripășit pe aici, ca proprietar. Aserțiunea că acesta ar fi fost fiul unuia dintre "Liberii baroni Ștefan și Gregorium Thoroczkai de Thoroczko Szent Gyorgy" care în anul 1765 dețineau proprietăți în Racovița, pe baza documentelor existente nu a putut fi pusă în evidență. Totuși acesta a fost un personaj real în viața Racoviței din moment ce numele său a rămas și în toponimia majoră a localității sub forma "La Sălciile Piștii".
- "În Deal". Cartier în partea de sud-vest a localității, în imediata apropiere a ruinelor "Bisericii vechi".
- "În Hudiță". Cale de legatură între "Ulița a Mare" și "Vale-n Jos", trecând peste "Deal". În 1874 ea se numea "Hudița" Bisericii", "pe la Trif", după numele de familie al unor gospodari care-și aveau(și mai au și astăzi) "heiurile" pe aici.
- "În Plațu' Ariștii". Toponim al cărui nume a fost strâns legat de perioada în care Racovița a fost inclusă în granița militară, reprezentând piața centrală a localității. Pe latura sa vestică, până spre a doua jumătate a secolului al XX-lea a existat o clădire în care se afla arestul companiei, respectiv "ariștea" acesteia, apelativ menționat ca atare în dicționare[7], dar inexistent astăzi în graiul racovicean.

În acest loc spre sfârșitul secolului al XIX-lea se ținea "Jocul" în zilele de sărbătoare iar până după cel de al doilea război mondial tot aici în a doua zi a nunților, "se scotea mireasa la vale".
Între anii 1929 - 1946 în "Plațu' Ariștii" se ținea târgul de mărfuri al satului, după cum tot aici se desfășurau procesiunile legate de sfințirea apei în ziua de Bobotează.
O dată cu construirea aici în 1961 a actualului Cămin cultural și mai apoi a demolării clădirii care a adapostit "ariștea", denumirea de "Plațu' Ariștii" a fost folosită tot mai rar, ea fiind cunoscută astăzi doar de către vârstnici, generațiile actuale numind locul de acum "La Cămin".
- "În târg". Teren arabil de mică întindere situat în capătul satului înspre calea ferată unde în paralel cu târgul de mărfuri din sat ținut în zilele de 9 martie și 20 august ale fiecărui an, se ținea târgul de vite.
- "În Țigani". Denumirea cartierului locuit astăzi de aproape 100 de familii, urmașe a foștilor "băieși" și "lăcătari" ai satului, se întinde de "La Hăbuc" și până "La Podu' Răzurelelor". După tradiția orală, până în preajma anului 1900, acesta era grupat lângă sat, dar un incendiu cu urmări nefaste i-a silit pe acești locuitori să se disperseze pe o mare întindere de teren pentru a-și pune la adăpost modestele case de lemn acoperite cu "pâși" de un nou incendiu devastator.
- "La Astupătură". Loc situat pe "Vale-n Sus" în dreptul actualei gospodării a lui Cornel Limbășan unde, până în preajma celui de al doilea război mondial, pe firul "Văii" a fost amenajat un mic baraj din gard și bolovani în vederea creării micului lac ce alimenta prin iazul ale cărui urme se mai pot vedea și în zilele noastre cunoscuta "Moară a lu' Ioncică". O dată cu dispariția acestei mori, "astupătura" nu și-a mai avut rostul, ea rămânând doar în toponimie.
- "La Biserica a Veche". Deal situat în partea de sud a localității, pe vârful căruia se mai pot vedea ruinele fostei biserici a satului construită în 1675. Aceasta a fost abandonată după anul 1890 când actuala biserică din centrul Racoviței a devenit funcțională. Până după anul 1900 în jurul ei a existat și vechiul cimitir al racovicenilor.
- "La Cruce". Denumire a terenurilor pe care sunt construite înca din 1875 cele două cruci de piatră, din zid și acoperite cu țiglă, situate în capetele satului înspre Tălmaciu și Avrig. În trecut, alternativ, la acestea se oficiau slujbele religioase pentru binecuvântarea holdelor în ziua de Ispas.
- "La Podu' lu' Barb". Teren amenajat în jurul podului cu același nume de pe "Vale-n Sus", construit în preajma celui de al doilea război mondial. Barb este numele de familie al unui locuitor care și-a avut gospodăria în imediata apropiere a sa, căreia i-a luat locul familia Suciu.
- "La Podu' lu' Drăgoiaș". Contemporan cu cel precedent și fiind localizat tot pe "Vale-n Sus", acesta și-a luat numele de la vecinul său Ioan Drăgoiu, numit de localnici "Drăgoiaș".
- "La Podu' lu' Mohan". Construit pe la începutul secolului al XX-lea și modernizat ulterior și acesta poartă numele unui vecin ai cărui înaintași s-au stabilit în sat pe la sfârșitul secolului al XIX-lea, venind din satul Mohu, județul Sibiu.
- "La Podu' Răzurelelor". Pod construit, teren dar și fânețe situate în capătul satului înspre "Valea Lupului", în jurul podului cu același nume. Aici se află cimitirul țiganilor. "Răzurele" este trupul de hotar care-l străjuieste, etimologia lui trimițându-ne la apelativul "rozor", respectiv la diminutivul "rozorel"[6].
- "La Podu' Văii". Denumire pentru centrul satului, marcat printr-un pod de beton construit în jurul anului 1910. Până spre mijlocul secolului al XX-lea, aici era locul de întâlnire al bărbaților satului în zilele de sărbătoare. De pe acesta privitorului i se oferă cea mai frumoasă perspectivă asupra vârfului Suru din Munții Făgăraș.

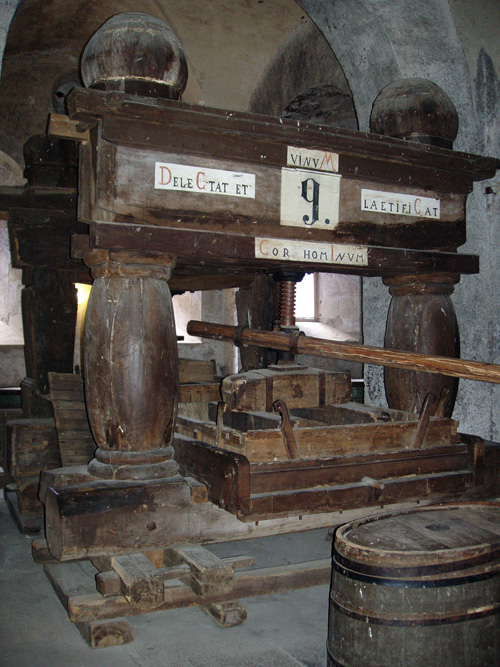
Teasc sau Kelter

- "La Tri Cărămizi". Este un alt nume sub care a fost cunoscut în trecut toponimul "În Plațu' Ariștii". Explicația constă în aceea că, în încăperea "ariștii", pentru aerisire, în partea superioară erau zidite trei cărămizi în poziție verticală cu un interval mic între ele. Din acest motiv "a fi băgat la ariște" era sinonim cu "a fi băgat la tri cărămizi".

De menționat că în clădire în partea nordică, exista o altă încăpere pe care bătrânii o cunoșteau sub numele de "La Cheltărul Comunei" sau "Măcelăria Comunală".
Conform dicționarului constatăm că substantivul "Kelter" înseamna "Teasc de struguri". Ori, cunoscându-se faptul că la data militarizării Racoviței, pe hotarul său nu mai existau vii, este de presupus că aici, prin grija companiei, funcționa un teasc obștesc în care se tescuiau strugurii aduși din zonele viticole înconjurătoare. O dată cu desființarea graniței militare, "Kelter"-ul a fost abandonat și noile autorități civile instaurate după 1851, "deschizând" aici măcelăria comunală, de unde și confuzia respectivă.
- "Locul de Exercite". Reminiscență directă a rânduielilor din granița militara, toponimul menționat ca atare în Cartea Funduară a localității însemna în esență tot "Plațu' Ariștii", deoarece în acest spațiu grănicerii făceau instrucția militară. În alte documente cunoscute, toponimul în cauză era menționat și sub forma "Exercier Platz", expresia corectă fiind însă în limba lui Goethe - "Exerzierplatz".
- "Pe la Viroana". Uliță care trecând pe sub "Brazi" și mai apoi prin "Grădina a Mare", formează primul tronson al "Căii Brăniștii", numită în documentele vremii și "Calea Muntelui" deoarece pe aceasta mergeau racovicenii spre muntele lor "Racoviceanul", când acesta le aparținea. Viroana a fost o țigancă ce-a avut aici o căsuță modestă ce a existat până pe la mijlocul secolului al XX-lea.
- "Pe Rampă". Denumirea a apărut o dată cu construirea "Podului Văii", ea definind prima parte a uliței "Pe Vale-n Sus", respectiv cea din fața actualuilui bufet din localitate, care la acea vreme avea o pantă mult mai accentuată decât astăzi. Alături de "Podu' Văii" și acesta era locul de întâlnire al racovicenilor în zilele de "răgaz".
- "Pe Râpă". Uliță cu case construite pe o singura latură, care face legătura între cartierul "În Bălți" și cel de pe "Vale-n Sus".
- "Pe Vale-n Jos". Cartier situat în partea de nord-vest a localității, întins pe ambele maluri ale "Văii" ce traversează satul de la un capăt la altul.
- "Pe Vale-n Sus". Unul din cele mai mari cartiere ale satului, cuprins între "Podu' Văii" și începutul cartierului numit "La Țigani", străjuit în partea sa mijlocie de dealurile "În Brazi" și "Arinii Popii Rad". Păstrând în denumirea sa amintirea celei mai vechi forme de organizare administrativă a populației românești[8], această parte de sat este parcursă de ulița cu același nume ce duce spre hotarul numit "Valea Lupului", dar și spre pădurea omonimă. Pentru acest motiv, uliței i s-a mai spus în trecut și "Ulița Pădurii".
- "Ulița a Mare". Cartier situat în jurul uliței cu același nume, se întinde de la sediul fostului C.A.P. și până la "Podu' Văii". Pe această arteră, parte componentă a drumului județean 105C, se află principalele instituții ale satului: Primăria, Școala Generală, Biserica precum și Căminul cultural, ea fiind populată cu numeroase clădiri cu etaj.
- "Ulița Donului". A doua uliță principală a localității, se întinde de la "Podu' Văii" și până la "Podu' Vichendii", înspre Avrig. Pe acesta întâlnim Magazinul Universal, Casa Parohială, clădirea fostei Școli inferioare de arte și meserii, precum și câteva magazine private. În conscripția anului 1765 uliței i se spunea "Viae Regiae versus Possessionem Avrig", adiacente ei fiind și cele două curți nobiliare din sat.

La perioada 1850 - 1950, uliței i se mai spunea și "Ulița Scorțarilor", aluzie directă la ocupația locuitorilor care valorificau "scoarța de arine".
Actualul nume îl poartă după un fost grănicer care a trăit aici, Spiridon Popa, decedat în 1 ianuarie 1868, la vârsta de 80 de ani.